# Vinateros
Vinateros és un barri del districte de Moratalaz, a Madrid. Limita al nord amb els barri de Marroquina, al sud amb Fontarrón i a l'est amb Pavones. Té la forma trapezoïdal delimitat per l'Avinguda de Moratalaz, l'Hacienda de Pavones, Fuente Carrantona i Pico de Artilleros-Luis de Hoyos Sanz.

## Transports

### Autobús
- 20 Puerta del Sol - Moratalaz
- 30 Avenida de Felipe II - Moratalaz
- 32 Plaza de Benavente - Pavones
- 71 Plaza de Manuel Becerra - Valdebernardo
- 100 Moratalaz - Valderribas
- 113 Méndez Álvaro - Barrio de Quintana

### Metro - Cercanías
- Estació d'Artilleros (Línia 9).